# NTLDR
NTLDR (abreviatura de New Technology Loader ou Carregador da Nova Tecnologia) é um componente do sistema operacional Windows responsável pela carga do sistema operacional (bootloader no jargão). Está presente nas versões da família Windows NT incluindo Windows XP e Windows Server 2003. Em geral é executado a partir de uma partição primária no disco rígido mas também pode ser iniciado a partir de outras mídias usadas como disco de boot.
Este carregador requer que os seguintes arquivos estejam presentes no disco:
- Ntldr
- Boot.ini
- Bootfont.bin
- NTDetect.com

No Windows Vista e no Windows Server 2008 foi substituído pelo Windows Boot Manager, representado pelo arquivo winload.exe.